# 彭城镇 (阆中市)
彭城镇，是中华人民共和国四川省南充市阆中市下辖的一个乡镇级行政单位。

## 行政区划
彭城镇下辖以下地区：
彭池路社区、彭城坝村、五谷台村、园觉村、碑垭村、界牌村、刘家沟村、白安村、张家沟村和关梁村。